# John Glover South

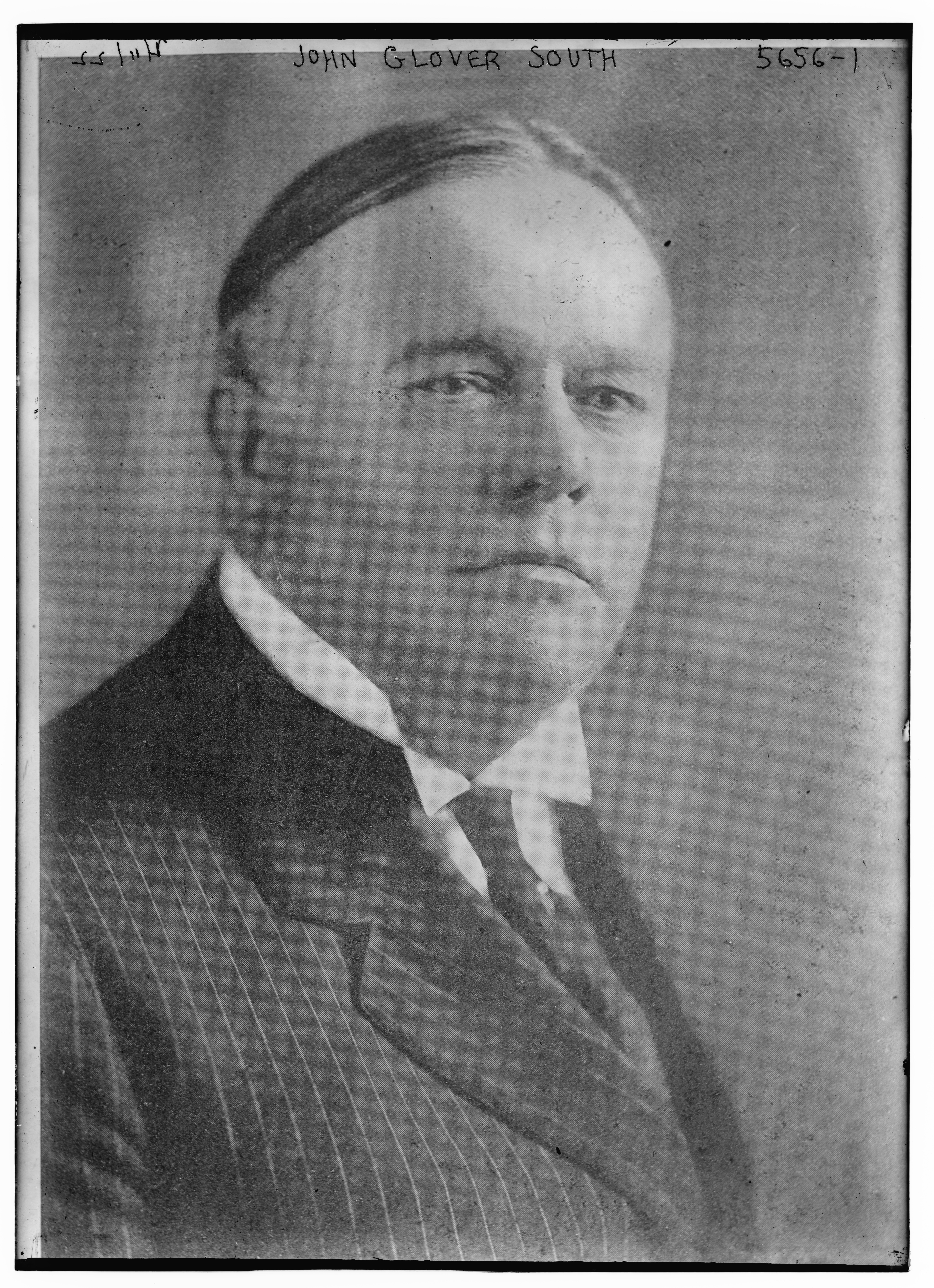
John Glover South (um 1900)

John Glover South (* 23. Januar 1873 in Frankfort, Kentucky; † 13. Mai 1940) war ein US-amerikanischer Diplomat.

## Leben
Sowohl sein Urgroßvater Samuel South als auch sein Großvater Jeremiah Weldon South waren politisch tätig und gehörten beiden Kammern der Kentucky General Assembly an. John South selbst war Mitglied der Republikanischen Partei, bekleidete aber nie ein politisches Amt. Er praktizierte als Arzt, bis seine diplomatische Laufbahn begann. 1921 wurde er von Präsident Warren G. Harding als Nachfolger von William Jennings Price zum amerikanischen Gesandten in Panama ernannt, wo er unter anderem mithalf, einen Friedensvertrag zwischen der Regierung und den Kuna-Indianern zu schließen. Im März 1930 wechselte er in gleicher Funktion nach Portugal, wo er auf Fred Morris Dearing folgte.
South verblieb bis zum 28. Juli 1933 in Lissabon, dann schied er aus dem diplomatischen Dienst aus. Er war anschließend als leitender Registrierungsbeamter bei der Gesundheitsbehörde von Kentucky beschäftigt.